# Jelena Donaldson-Achmyłowska
Jelena Donaldson-Achmyłowska (ur. 11 marca 1957 w Leningradzie, zm. 18 listopada 2012 w Kirkland) – rosyjska szachistka, wicemistrzyni świata z roku 1986, obywatelka Stanów Zjednoczonych od 1988 roku.

## Kariera szachowa
Największe sukcesy odnosiła jako Jelena Achmyłowska. W latach 1978, 1980 oraz 1981 trzykrotnie zwyciężyła w mistrzostwach Związku Radzieckiego. Dwukrotnie (1978 i 1986) zdobyła złoty medal olimpijski, zaś w roku 1988 - srebrny. W roku 1976 podzieliła I-II miejsce (z Ałłą Kusznir) w międzystrefowym turnieju w Roosendaal, dzięki czemu rok później otrzymała tytuł arcymistrzyni. Następnie w I rundzie meczów pretendentek pokonała Tatianę Lemaczko, ale w półfinale uległa Mai Cziburdanidze. W kolejnym cyklu rozgrywek o mistrzostwo świata podzieliła w turnieju międzystrefowym w Alicante I-II miejsce (z Tatianą Lemaczko), zaś w I rundzie przegrała z Naną Aleksandriją. W roku 1985 w kolejnym turnieju międzystrefowym rozegranym w Hawanie zajęła II miejsce (za Naną Aleksandriją) i awansowała do turnieju pretendentek w Malmö, w którym zwyciężyła, zdobywając prawo do walki z Mają Cziburdanidze o mistrzostwo świata. W spotkaniu rozegranym w Sofii przegrała 5½ – 8½ i zdobyła tytuł wicemistrzyni świata. W rozegranym w roku 1988 kolejnym turnieju pretendentek podzieliła I-II miejsce (z Naną Ioseliani), ale dogrywkę o awans do meczu o mistrzostwo świata przegrała. Ostatni występ w turnieju pretendentek zanotowała w roku 1990 w Bordżomi (zajęła wówczas VI miejsce).
Podczas trwania olimpiady w roku 1988 wyszła za mąż za kapitana drużyny amerykańskiej, Johna Donaldsona i po X rundzie niespodziewanie opuściła Saloniki. Sytuacja ta okazała się całkowitym zaskoczeniem dla kierownictwa radzieckiej ekipy i poważnie ją osłabiła (do tej pory Achmyłowska miała najlepszy wynik w drużynie – 8½ pkt w 9 partiach), w wyniku czego po raz pierwszy w historii (z wyjątkiem roku 1976, w którym nie brała udziału) drużyna radziecka nie zdobyła złotego olimpijskiego medalu.
Była trzykrotną mistrzynią Stanów Zjednoczonych (zwyciężała w latach 1990, 1993 i 1994).
Najwyższy ranking w karierze osiągnęła 1 stycznia 1987, z wynikiem 2435 punktów dzieliła wówczas 5-6. miejsce (wspólnie z Naną Ioseliani) na światowej liście FIDE.